# جورجيت جبارة
جورجيت جبارة هي راقصة باليه ومصممة رقص لبنانية، ولدت في القدس لأب لبناني وأم فرنسية-إسبانية. انتقلت عائلتها إلى مصر عندما كانت طفلة، حيث بدأت تعلم الباليه. لاحقًا، انتقلت إلى لبنان وأسست أول مدرسة للباليه في الشرق الأوسط عام 1964.

## سيرة
ولدت جورجيت في بيروت وبدأت مسيرتها الفنية في وقت مبكر، حيث كانت من أوائل من أدخلوا فن الباليه بشكل احترافي إلى لبنان.
في عام 1964، أسست جورجيت المدرسة اللبنانية للباليه، وفي عام 1972 أنشأت مركزًا لها في طرابلس. ساهمت بشكل كبير في تطوير فن الباليه في لبنان من خلال دعوتها لفرق راقصة أجنبية للمشاركة في مهرجانات بعلبك الدولية.